# Font de l'Aro
La Font de l'Aro és una font situada al terme municipal d'Anglès, comarca de la Selva (Girona). Està situada a 216 msnm.